# Klam
Klam est une commune autrichienne du district de Perg en Haute-Autriche.

## Histoire

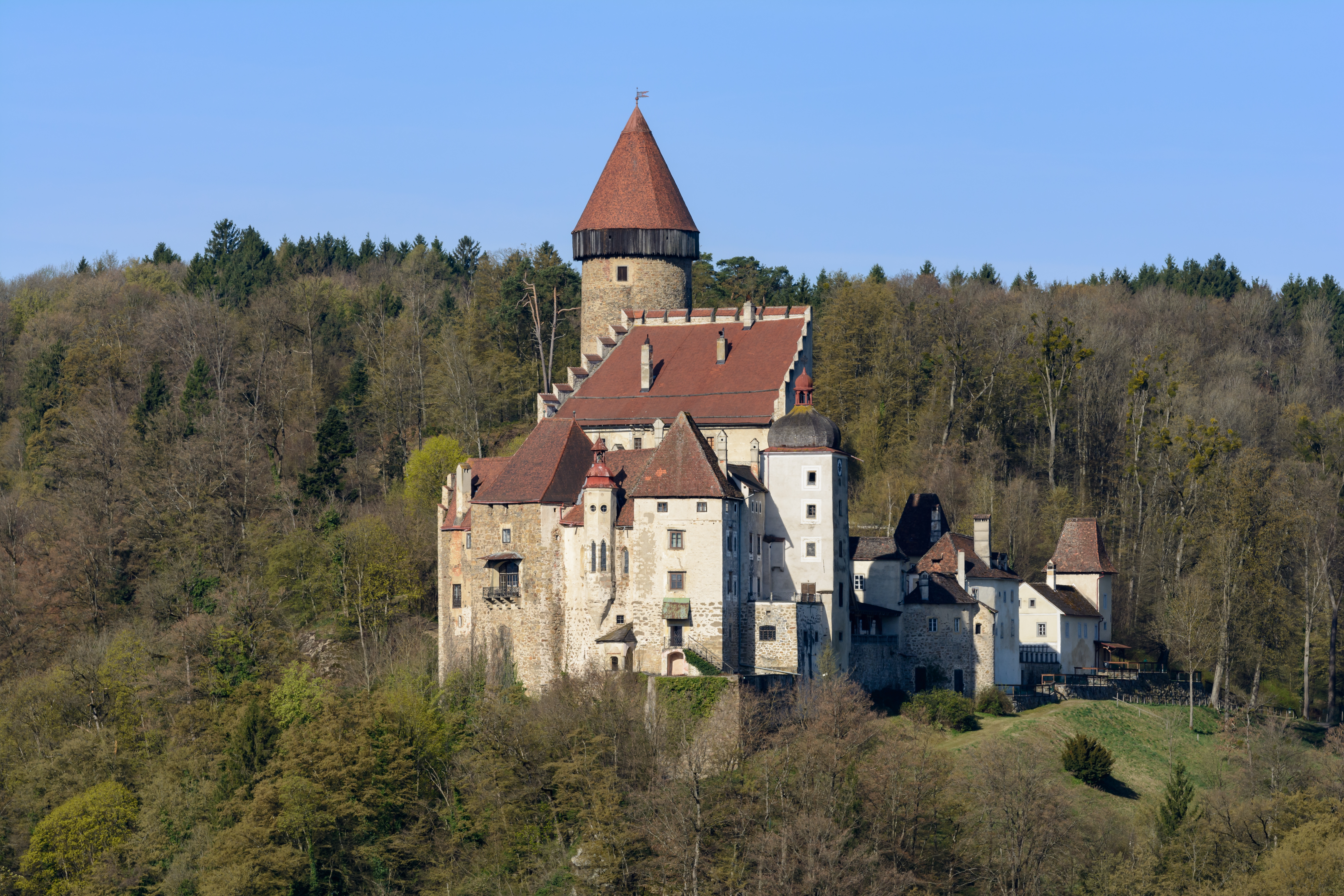
Burg Clam, vu de l'est. Avril 2022.

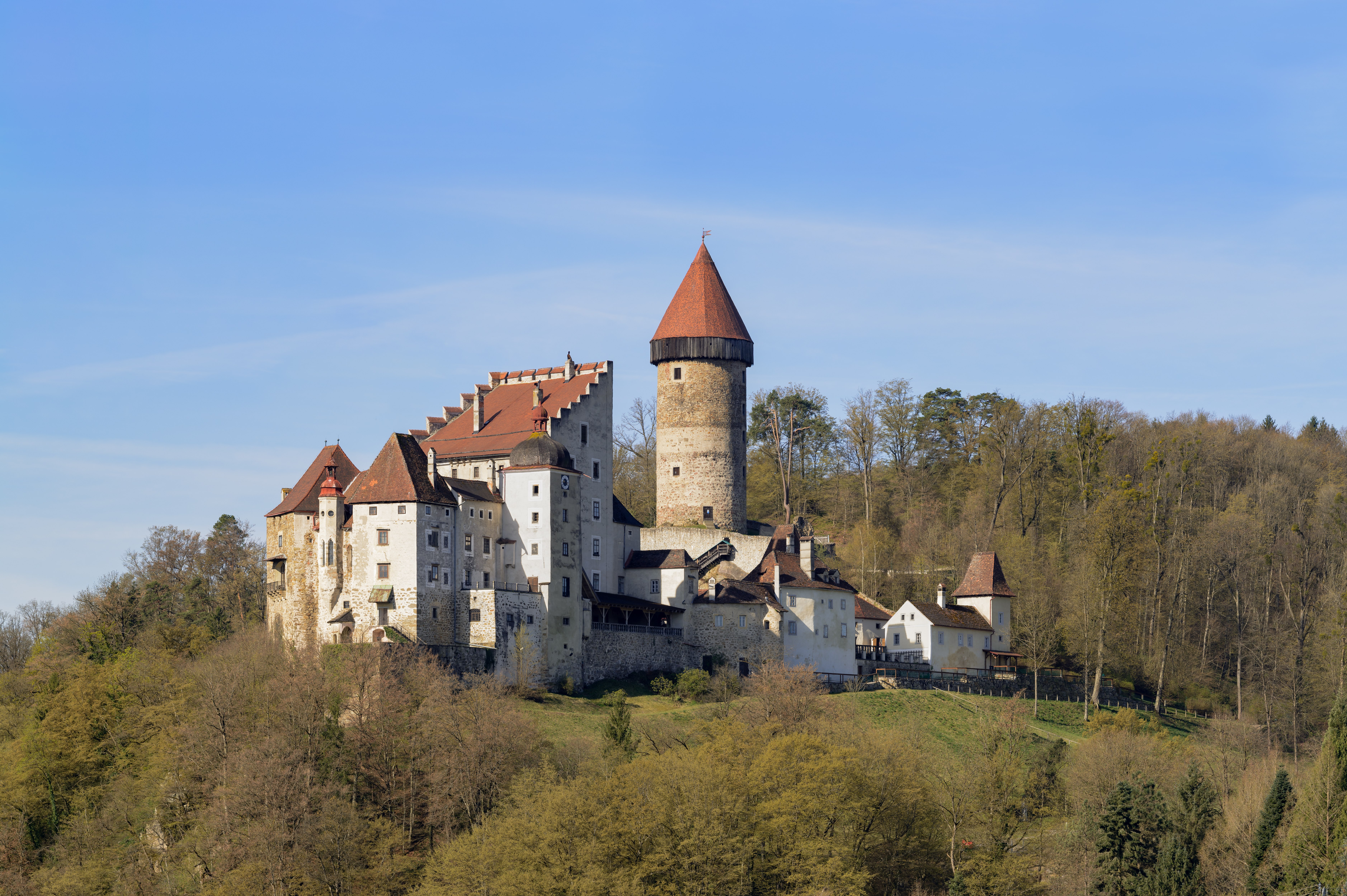
Le chateau Burg Clam, à Klam, du Nord-Est.

Le même, du sud.